# Luci Calpurni Bèstia
|  | No s'ha de confondre amb Luci Calpurni Bèstia (edil). |

Luci Calpurni Bèstia (en llatí Lucius Calpurnius Bestia) va ser un magistrat de l'antiga Roma que formava part de la gens Calpúrnia, una família d'origen plebeu.
Luci Calpurni Bèstia va ser tribú de la plebs l'any 121 aC, el qual va aconseguir l'aixecament del desterrament de Publi Popil·li Lenat, que s'havia decretat sota pressió de Gai Grac el 123 aC. Això el va fer popular entre el partit aristocràtic, i mercès al seu ajut va ser elegit cònsol el 111 aC i li va ser assignada la direcció de la guerra contra Jugurta. Al principi la va dirigir amb força interès per guanyar, però després va rebre, junt amb el seu llegat Emili Escaure, fortes sumes de diners del rei numídic, i va fer la pau sense consultar al senat. En tornar a Roma pels comicis i donat a conèixer el tractat de pau, la seva conducta va aixecar indignació. El tribú Gai Mamili Limetà, sota pressió popular, va presentar una rogatio al senat demanant que s'obrís una investigació. Es van nomenar tres jutges (quaestores) un dels quals va ser el mateix Emili Escaure, el qual va defensar eloqüentment el seu amic, però en el darrer moment va canviar d'opinió i va votar en contra. En aquest judici diversos alts personatges romans van ser condemnats, entre els quals Luci Calpurni Bèstia (110 aC).
Un Luci Calpurni Bèstia, que podria tractar-se del mateix personatge o del seu fill (tal vegada pare de Luci Calpurni Bèstia), va ser acusat per l'aplicació de la Lex Varia l'any 90 aC, d'instigar a la revolta contra Roma als habitants de diverses ciutats itàliques. Ciceró i Sal·lusti van lloar algunes virtuts de Bèstia, però també el consideraven massa cobdiciós. Segurament és el mateix que és esmentat en una inscripció de Cartago com a membre d'una comissió, sembla que amb finalitats d'inspecció agrícola.